# 17073 Alexblank
17073 Alexblank è un asteroide della fascia principale. Scoperto nel 1999, presenta un'orbita caratterizzata da un semiasse maggiore pari a 2,8928504 UA e da un'eccentricità di 0,0962173, inclinata di 1,74854° rispetto all'eclittica.